# Hervé Jactel
Hervé Jactel, né en 1962, est un directeur de recherche de l'INRAE spécialiste en entomologie forestière.

## Biographie
Après des études, de 1983 à 1986, à l'Institut national agronomique Paris-Grignon, il soutient une thèse d'entomologie à l'université d'Orléans intitulé Caractéristique du vol et capacités migratoires de IPS Sexdentatus Boern (Scolytinae) en forêts de pins sylvestres  sous la direction de Jean Levieux.
En 1991, il devient chercheur à l'Institut national de la recherche agronomique. Il est directeur de recherche à l’unité « Biodiversité, gènes et communautés » (BioGeCo) – équipe « Écologie des communautés » à l'INRAE.
Il travaille sur l’écologie des communautés et le rôle fonctionnel de la biodiversité dans la résistance des écosystèmes forestiers aux perturbations biotiques (principalement les insectes ravageurs) et sur les indicateurs de santé et biodiversité pour la gestion des forêts. Il participe à de nombreux projets internationaux et est l'auteur de plus de 100 publications scientifiques. Il est le coordinateur du projet européen HOMED (HOlistic Management of Emerging forest pests and Diseases) sur la gestion holistique des ravageurs et maladies émergentes ou invasives en forêt démarré en 2018.
Il est membre correspondant de l'Académie d'agriculture de France, section forêt, depuis 2016, membre du conseil scientifique de la Fondation pour la recherche sur la biodiversité et le coordinateur du thème « Contribution of Biodiversity to Ecosystem Services in Managed Forests » de l’Union internationale des organisations de recherche forestière (International Union of Forest Research Organizations - IUFRO)

## Quelques publications beaucoup citées
- 1999 C Burban, RJ Petit, E Carcreff, H Jactel, Rangewide variation of the maritime pine bast scale Matsucoccus feytaudi Duc. (Homoptera: Matsucoccidae) in relation to the genetic structure of its host Molecular ecology 8 (10), 1593-1602
- 2007 H Jactel, EG Brockerhoff, Tree diversity reduces herbivory by forest insects Ecology letters 10 (9), 835-848
- 2008 EG Brockerhoff, H Jactel, JA Parrotta, CP Quine, J Sayer, Plantation forests and biodiversity: oxymoron or opportunity?  Biodiversity and Conservation 17 (5), 925-951
- 2012 H Jactel, J Petit, ML Desprez‐Loustau, S Delzon, D Piou, A Battisti et al, Drought effects on damage by forest insects and pathogens: a meta‐analysis Global Change Biology 18 (1), 267-276
- 2017 H Jactel, J Bauhus, J Boberg, D Bonal, B Castagneyrol, B Gardiner et al, Tree diversity drives forest stand resistance to natural disturbances Current Forestry Reports 3 (3), 223-243
- 2018 H Jactel, ES Gritti, L Drössler, DI Forrester, WL Mason, X Morin et al, Positive biodiversity–productivity relationships in forests: climate matters Biology letters 14 (4), 20170747
- 2021 Hervé Jactel, Jean-Luc Imler, Louis Lambrechts, Anna-Bella Failloux, Jean Dominique Lebreton, Yvon Le Maho, Jean-Claude Duplessy, Pascale Cossart et Philippe Grandcolas, Insect decline: immediate action is needed [Le déclin des Insectes : il est urgent d’agir], Académie de Sciences, Comptes Rendus. Biologies, 27 pages[4]

## Écologie forestière
Ces dernières années, il s'implique dans les débats autour de la biodiversité et la vulgarisation scientifique pour la protection des forêts,. En 2019, il propose une stratégie de lutte biologique et des conservatoires botaniques pour sauvegarder les buis de la pyrale.  
En 2021, il est l'auteur correspondant de l'article (voir dans les publications)  sur lequel s'appuie l'Académie de Sciences pour rendre un avis alarmant intitulé Le déclin des Insectes : il est urgent d’agir,. Avec ses collègues, il défend l'idée de mettre en place des forêts pour lutter contre le réchauffement climatique,.